# 대동금속
대동금속 주식회사(大同金屬)는 대동그룹의 자회사 대한민국의 주물기업이다.

## 역사 및 현황
1987년에 미국인터멧과의 합작으로 설립되었으며, 1993년에는 독립적인 대동금속으로 상호를 변경하고 코스닥에 상장했다. 현재는 자동차 및 농기계 분야에서 고난도 부품을 생산한다

## 같이 보기
- 대동기어